# Nitrur de gal·li
|  | Aquest article tracta sobre el compost químic. Si cerqueu el mineral, vegeu «nitrur de gal·li (mineral)». |

El nitrur de gal·li (GaN – anglès: gallium nitride) és un compost binari amb els elements gal·li i nitrogen. És un aliatge binari de semiconductors dels grups III / V de la taula periòdica, amb una banda prohibida directa que s'ha vingut usant en díodes emissors de llum (LEDs) des dels anys noranta. És un compost químic és un material molt dur que té una estructura cristal·lina wurtzita. Té especials aplicacions en optoelectrònica, La seva àmplia banda prohibida de 3.4 eV li proporciona propietats especials per a aplicacions en optoelectrònica, dispositius d'alta potència i dispositius d'alta freqüència. Per exemple el GaN és el subtrat que fa possible el làser Blau.

## Cèl·lules solars
La seva sensibilitat a la radiació ionitzant és baixa fent-lo un material adequat per a. Pel fet que els transistors GaN poden funcionar a temperatures molt més altes i funcionar a voltatges més alts que els transistors d'arsenur de gal·li (GaAs) són ideals com amplificadors d'energia a freqüències de microones.

## Síntesi
Els cristalls de GaN poden créixer a partir d'una mescla fosa de Na/Ga sota pressió de 100 atm de N₂ a 750 °C.

## Seguretat
La pols de GaN irrita la pell, els ulls i els pulmons. El GaN sòlid no és tòxic i biocompatible, i, per tant, es pot usar en electrodes i implants electrònics en organismes vius.

## Usos en medicina
S'empra també com un agent de quimioteràpia que té a més efectes secundaris menys agressius que altres fàrmacs antineoplàstics pel fet que redueix les pèrdues de calci dels ossos durant el seu tractament.